# Ercole Antonio Mattioli
Il conte Ercole Antonio Mattioli (Valenza, 1º dicembre 1640 – Cannes, 1694) è stato un politico e diplomatico italiano ministro del duca Ferdinando Carlo di Gonzaga-Nevers, da alcuni storici identificato con la Maschera di ferro.

## Biografia
Arrivò a Casale e poi si spinse fino a Mantova. Qui incontrò il Duca Ferdinando Carlo Gonzaga, l'ultimo dei Gonzaga, e lo convinse a vendere Casale Monferrato alla Francia ad un prezzo adeguato. Il conte partì alla volta di Parigi con il contratto ma, fermatosi a Torino, rivelò al duca di Savoia il motivo del suo viaggio segreto. Il contratto prevedeva la cessione di Casale alla Francia per una somma di 500.000 scudi. Dopo aver rivelato il segreto, scoppiò uno scandalo internazionale che coinvolse le corti di Madrid, Torino e Vienna che erano interessate all'acquisto di Casale. Il conte fuggì da Torino pensando di poter sfuggire ai guai ma venne catturato, arrestato e portato in una fortezza nel 1679. 
Fra le ipotesi che sono state formulate sulla reale identità della maschera di ferro, è stato fatto anche il nome di Ercole Mattioli.